# Mason Shaw
Mason Shaw, född 3 november 1998, är en kanadensisk professionell ishockeyforward som är kontrakterad till Minnesota Wild i National Hockey League (NHL) och spelar för Iowa Wild i American Hockey League (AHL). Han har tidigare spelat för Medicine Hat Tigers i Western Hockey League (WHL).
Shaw draftades av Minnesota Wild i fjärde rundan i 2017 års draft som 97:e spelare totalt.

## Statistik
| Källa: Utv = Utvisningsminuter Uppdaterad: 2021-12-10 | Källa: Utv = Utvisningsminuter Uppdaterad: 2021-12-10 | Källa: Utv = Utvisningsminuter Uppdaterad: 2021-12-10 |                                                              | Grundserie                                                   | Grundserie                                                   | Grundserie                                                   | Grundserie                                                   | Grundserie                                                   |                                                              | Slutspel                                                     | Slutspel                                                     | Slutspel                                                     | Slutspel                                                     | Slutspel |
| Säsong                                                | Lag                                                   | Liga                                                  | Matcher                                                      | Mål                                                          | Assists                                                      | Poäng                                                        | Utv                                                          | Matcher                                                      | Mål                                                          | Assists                                                      | Poäng                                                        | Utv                                                          |                                                              |          |
| ----------------------------------------------------- | ----------------------------------------------------- | ----------------------------------------------------- | ------------------------------------------------------------ | ------------------------------------------------------------ | ------------------------------------------------------------ | ------------------------------------------------------------ | ------------------------------------------------------------ | ------------------------------------------------------------ | ------------------------------------------------------------ | ------------------------------------------------------------ | ------------------------------------------------------------ | ------------------------------------------------------------ | ------------------------------------------------------------ | -------- |
| 2011–2012                                             | Lloydminster Heat                                     | AMBHL                                                 | 28                                                           | 7                                                            | 19                                                           | 26                                                           | 42                                                           | 9                                                            | 4                                                            | 2                                                            | 6                                                            | 8                                                            |                                                              |          |
| 2012–2013                                             | Lloydminster Heat                                     | AMBHL                                                 | 31                                                           | 20                                                           | 66                                                           | 86                                                           | 66                                                           | 3                                                            | 5                                                            | 2                                                            | 7                                                            | 10                                                           |                                                              |          |
| 2013–2014                                             | Lloydminster Bobcats                                  | AMHL                                                  | 31                                                           | 17                                                           | 33                                                           | 50                                                           | 42                                                           | —                                                            | —                                                            | —                                                            | —                                                            | —                                                            |                                                              |          |
| 2014–2015                                             | Medicine Hat Tigers                                   | WHL                                                   | 23                                                           | 3                                                            | 6                                                            | 9                                                            | 13                                                           | —                                                            | —                                                            | —                                                            | —                                                            | —                                                            |                                                              |          |
| 2015–2016                                             | Medicine Hat Tigers                                   | WHL                                                   | 67                                                           | 17                                                           | 43                                                           | 60                                                           | 72                                                           | —                                                            | —                                                            | —                                                            | —                                                            | —                                                            |                                                              |          |
| 2016–2017                                             | Medicine Hat Tigers                                   | WHL                                                   | 71                                                           | 27                                                           | 67                                                           | 94                                                           | 57                                                           | 11                                                           | 0                                                            | 12                                                           | 12                                                           | 16                                                           |                                                              |          |
| 2017–2018                                             | Medicine Hat Tigers                                   | WHL                                                   | Missade hela WHL-säsongen på grund av främre korsbandsskada. | Missade hela WHL-säsongen på grund av främre korsbandsskada. | Missade hela WHL-säsongen på grund av främre korsbandsskada. | Missade hela WHL-säsongen på grund av främre korsbandsskada. | Missade hela WHL-säsongen på grund av främre korsbandsskada. | Missade hela WHL-säsongen på grund av främre korsbandsskada. | Missade hela WHL-säsongen på grund av främre korsbandsskada. | Missade hela WHL-säsongen på grund av främre korsbandsskada. | Missade hela WHL-säsongen på grund av främre korsbandsskada. | Missade hela WHL-säsongen på grund av främre korsbandsskada. | Missade hela WHL-säsongen på grund av främre korsbandsskada. |          |
|                                                       | Iowa Wild                                             | AHL                                                   | 1                                                            | 0                                                            | 0                                                            | 0                                                            | 0                                                            | —                                                            | —                                                            | —                                                            | —                                                            | —                                                            |                                                              |          |
| 2018–2019                                             | Iowa Wild                                             | AHL                                                   | 76                                                           | 8                                                            | 25                                                           | 33                                                           | 43                                                           | 3                                                            | 1                                                            | 0                                                            | 1                                                            | 2                                                            |                                                              |          |
| 2019–2020                                             | Iowa Wild                                             | AHL                                                   | 17                                                           | 3                                                            | 3                                                            | 6                                                            | 8                                                            | —                                                            | —                                                            | —                                                            | —                                                            | —                                                            |                                                              |          |
| 2020–2021                                             | Iowa Wild                                             | AHL                                                   | 30                                                           | 8                                                            | 14                                                           | 22                                                           | 39                                                           | —                                                            | —                                                            | —                                                            | —                                                            | —                                                            |                                                              |          |
| 2021–2022                                             | Minnesota Wild                                        | NHL                                                   | 1                                                            | 0                                                            | 0                                                            | 0                                                            | 0                                                            | —                                                            | —                                                            | —                                                            | —                                                            | —                                                            |                                                              |          |
|                                                       | Iowa Wild                                             | AHL                                                   | 18                                                           | 6                                                            | 8                                                            | 14                                                           | 43                                                           | —                                                            | —                                                            | —                                                            | —                                                            | —                                                            |                                                              |          |
| NHL totalt                                            | NHL totalt                                            | NHL totalt                                            | 1                                                            | 0                                                            | 0                                                            | 0                                                            | 0                                                            | —                                                            | —                                                            | —                                                            | —                                                            | —                                                            |                                                              |          |
| AHL totalt                                            | AHL totalt                                            | AHL totalt                                            | 142                                                          | 25                                                           | 50                                                           | 75                                                           | 133                                                          | 3                                                            | 1                                                            | 0                                                            | 1                                                            | 2                                                            |                                                              |          |
| WHL totalt                                            | WHL totalt                                            | WHL totalt                                            | 161                                                          | 47                                                           | 116                                                          | 163                                                          | 142                                                          | 11                                                           | 0                                                            | 12                                                           | 12                                                           | 16                                                           |                                                              |          |

### Internationellt
| Källa: Uppdaterad: 2021-12-10 | Källa: Uppdaterad: 2021-12-10 | Källa: Uppdaterad: 2021-12-10 |         | Utv = Utvisningsminuter | Utv = Utvisningsminuter | Utv = Utvisningsminuter | Utv = Utvisningsminuter | Utv = Utvisningsminuter |
| År                            | Lag                           | Mästerskap                    | Matcher | Mål                     | Assists                 | Poäng                   | Utv                     |                         |
| ----------------------------- | ----------------------------- | ----------------------------- | ------- | ----------------------- | ----------------------- | ----------------------- | ----------------------- | ----------------------- |
| 2016                          | Kanada                        | U18-VM                        | 7       | 1                       | 6                       | 7                       | 8                       |                         |
| Junior totalt                 | Junior totalt                 | Junior totalt                 | 7       | 1                       | 6                       | 7                       | 8                       |                         |